# Cercle de Brocard
Pour les articles homonymes, voir Brocard.

Un triangle et son cercle de Brocard.

En géométrie, le cercle de Brocard d'un triangle est le cercle passant par les points de Brocard, le centre du cercle circonscrit et le  point de Lemoine du triangle. Il a pour diamètre le segment ayant pour extrémités le centre du cercle circonscrit et le point de Lemoine — la droite reliant ces deux points est appelée « axe de Brocard ».
Le centre de ce cercle, qui est aussi le centre du premier cercle de Lemoine, porte le nombre de Kimberling X182.
Le cercle tire son nom du mathématicien Henri Brocard,, qui a écrit un article sur le sujet pour l'AFAS d'Alger en 1881.
Le rayon du cercle de Brocard a pour valeur (avec a, b et c les longueurs des côtés et R le rayon du cercle circonscrit):
{\displaystyle R{\frac {a^{4}+b^{4}+c^{4}-a^{2}b^{2}-b^{2}c^{2}-c^{2}a^{2}}{a^{2}+b^{2}+c^{2}}}}
L'équation en coordonnées barycentriques du cercle de Brocard vérifie
{\displaystyle b^{2}c^{2}x^{2}+a^{2}c^{2}y^{2}+a^{2}b^{2}z^{2}-a^{4}yz-b^{4}xz-c^{4}xy=0.}

Cercle de Brocard comme cercle des sept points

Le cercle de Brocard est parfois appelé « cercle des sept points », car le centre du cercle circonscrit, le point de Lemoine, les deux points de Brocard et les sommets du triangle de Brocard du triangle de référence sont sur ce cercle.